# Sbohem, královno
Sbohem, královno (v originále Les Adieux à la reine) je francouzský hraný film z roku 2012, který režíroval Benoît Jacquot podle vlastního scénáře. Snímek měl světovou premiéru na Berlinale 9. února 2012. Film zachycuje události Velké francouzské revoluce od 14. do 17. července 1789 z pohledu královské předčitatelky Sidonie Laborde žijící v blízkosti královny Marie Antoinetty.

## Děj
Sidonie Laborde je tajně zamilovaná do královny Marie Antoinetty a do značné míry se vyhýbá frivolnímu dění u dvora ve Versailles. Jejím úkolem je předčítat královně. Marie Antoinetta je náladová a občas se k Sidonie chová jako k přítelkyni, jindy blahosklonně a drsně. Mezitím ke dvoru ve Versailles proniknou zprávy o útoku na Bastilu a přivedou služebnictvo a dvořany k šílenství. Mnozí prchají ze zámku. Královna se chce stáhnou do pevnosti Metz, aby odtud mohla odjet do Paříže. Nařídí balit, pálí dopisy a dokumenty a s dvorní dámou vytrhává drahokamy z lemu šatů, aby je bylo možné snáze odnést. Ludvík XVI. však nechce opustit Versailles, odjezd se druhý den ruší a znovu se vybaluje. Vévodkyně de Polignac navštíví královnu, aby se s ní rozloučila. Vévodkyně se převleče za služku a její manžel za kočího. Sidonie je povolána ke královně, která jí nařídí, aby si oblékla šaty vévodkyně a předstírala, že ona je šlechtična. Manželé Polignacovi prchají do Švýcarska v kočáře se Sidonií.

## Obsazení
| Diane Krugerová        | Marie Antoinetta                                              |
| Léa Seydouxová         | Sidonie Laborde                                               |
| Virginie Ledoyen       | Yolande Martine Gabrielle de Polastron, vévodkyně de Polignac |
| Xavier Beauvois        | Ludvík XVI.                                                   |
| Noémie Lvovsky         | Madame Campan                                                 |
| Vladimir Consigny      | Paolo                                                         |
| Julie-Marie Parmentier | Honorine                                                      |
| Michel Robin           | Jacob Nicolas Moreau                                          |
| Lolita Chammah         | Louison                                                       |
| Grégory Gadebois       | vévoda z Provence                                             |
| Francis Leplay         | hrabě z Artois                                                |

## Ocenění
- Prix Louis-Delluc za nejlepší film
- César v kategoriích nejlepší scénografie (Katia Wyszkop), nejlepší kostýmy (Christian Gasc), nejlepší kamera (Romain Winding)
- Nominace na Cenu César v kategoriích nejlepší film, nejlepší režisér (Benoît Jacquot), nejlepší herečka (Léa Seydoux), nejlepší adaptace (Benoît Jacquot a Gilles Taurand), nejlepší filmová hudba (Bruno Coulais), nejlepší střih (Luc Barnier), nejlepší zvuk (Brigitte Taillandier, Francis Wargnier a Olivier Goinard)